# Danilo Manera
Danilo Manera (Alba, 29 aprile 1957) è un ispanista e traduttore italiano.
Insegna Letteratura spagnola contemporanea e Cultura spagnola presso l'Università degli Studi di Milano.

## Opere
- Letteratura e società in Felipe Trigo, Roma, Bulzoni, 1994, ISBN 88-7119-689-9.
- Yuruparí. I flauti dell'anaconda celeste, Milano, Feltrinelli Traveller, 1999, Premio Gambrinus, ISBN 88-7108-149-8.
- Terre Lune Langhe. Racconti di Danilo Manera. Fotografie di Malvina Manera, Cavallermaggiore (CN), Gribaudo, 2000, ISBN 88-8058-141-4.
- Esordio in nero. Alle origini della narrativa poliziesca spagnola (1908-1916), Cesena, Collana di Studi Ispanici e Relazioni Culturali tra l'Italia e i Paesi di Lingua Spagnola, 2002, ISBN 88-88405-12-7.
- Stefano Fabbri e Danilo Manera, Il monile di Bengasi, Besa, Lecce, 2004, Premio Oesterheld, ISBN 88-497-0256-6.
- Viaggi di carta e carte di viaggio, Arbizzano in Valpolicella (VR), I libri di Damoli, 2006, ISBN 978-88-902383-2-1.
- Narrativa spagnola contemporanea (pp.193-288), in Gabriele Morelli e Danilo Manera, Letteratura spagnola del Novecento. Dal modernismo al postmoderno, Milano, Bruno Mondadori, 2007, ISBN 978-88-424-9228-3.
- Cuba, Firenze, Guide Giunti, 2008, ISBN 978-88-09-04550-7.
- A Cuba. Viaggio tra luoghi e leggende dell'isola che c'è, Torino, Einaudi, 2008, ISBN 978-88-06-18509-1.
- Le parole e gli spari, Milano, Feltrinelli Le Nuvole, 2009, ISBN 978-88-07-73029-0.
- Lamalasantísima, Roma, Elliot, 2019,  ISBN 9788869937927.
- Ballata delle montagne perdute, Roma, Elliot, 2020, ISBN 9788869939419.
- Letteratura spagnola contemporanea, Danilo Manera (coord.), Marina Bianchi, Giuliana Calabrese, Simone Cattaneo, Simone Trecca, Milano, Pearson, 2020, ISBN 9788891906311.
- Passi falsi, Torino, Robin, 2021, ISBN 9788872748626.

## Premi
- Nel 1984 ha ricevuto il Premio Leone Traverso Opera Prima, nell'ambito del Premio Monselice per la traduzione.[1]